# Calanhel
Calanhel [kalanɛl] est une commune française située dans le département des Côtes-d'Armor, en région Bretagne.

## Géographie

### Situation

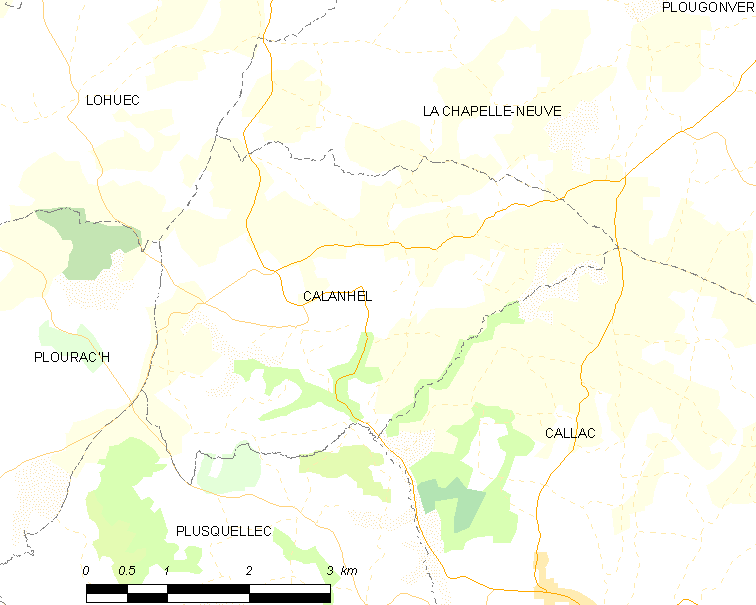
Carte de Calanhel et des communes avoisinantes.

| Lohuec    | La Chapelle-Neuve |        |
| Plourac'h | Calanhel          | Callac |
|           | Plusquellec       |        |

### Villages de Calanhel
| - Le Cosquer - Resperes - Kerland (Bihan et Braz) - Kerblouz - Kenhuel - Kergadou - St-Yves - Tressaint - Le Poullou - Le Restou - Kerfoën | - St-Maur - La Haie douar - Magoarou (Bihan et Braz) - La Haie - Kermenguy - Kerden - Keromel - Guernevez - Moulin Merrien - Pont Forhic | - Roujouas - Traou Quinquis - Collet Even - Trenivoaz - Runveur - Le Peignard - Kerzinou - La Roche-Droniou - Guervily - Kerhudu - Guerzouil - Kerespars |

### Hydrographie
Pour un article plus général, voir Réseau hydrographique des Côtes-d'Armor.
La commune est située dans le bassin Loire-Bretagne. Elle est drainée par le Guervilly et le Kerlan Braz,,.

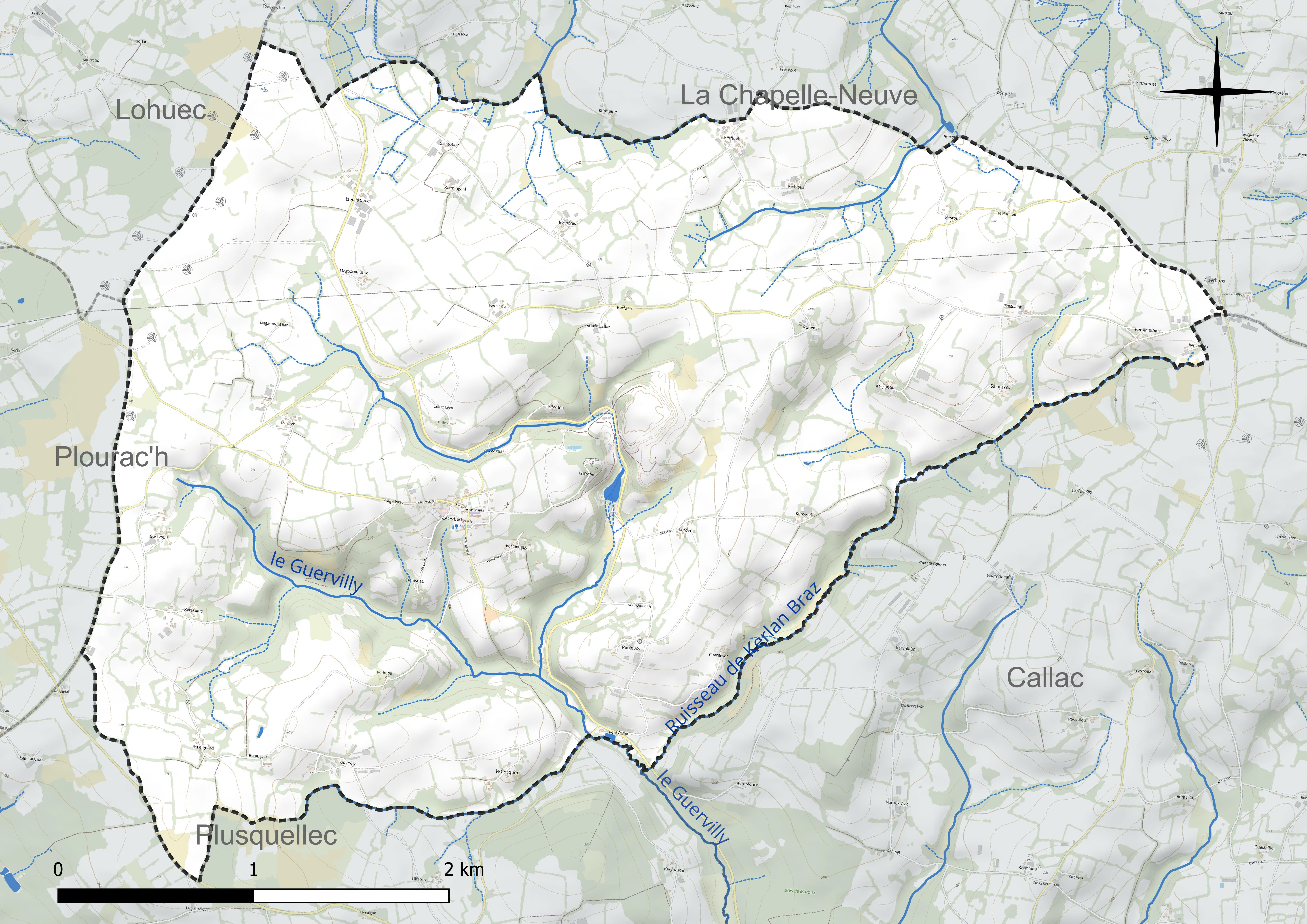
Réseau hydrographique de Calanhel.

### Climat
Pour des articles plus généraux, voir Climat de la Bretagne et Climat des Côtes-d'Armor.
En 2010, le climat de la commune est de type climat océanique franc, selon une étude du Centre national de la recherche scientifique s'appuyant sur une série de données couvrant la période 1971-2000. En 2020, Météo-France publie une typologie des climats de la France métropolitaine dans laquelle la commune est exposée à un climat océanique et est dans la région climatique Finistère nord, caractérisée par une pluviométrie élevée, des températures douces en hiver (6 °C), fraîches en été et des vents forts. Parallèlement l'observatoire de l'environnement en Bretagne publie en 2020 un zonage climatique de la région Bretagne, s'appuyant sur des données de Météo-France de 2009. La commune est, selon ce zonage, dans la zone « Monts d'Arrée », avec des hivers froids, peu de chaleurs et de fortes pluies.
Pour la période 1971-2000, la température annuelle moyenne est de 10,4 °C, avec une amplitude thermique annuelle de 11,8 °C. Le cumul annuel moyen de précipitations est de 1 183 mm, avec 17 jours de précipitations en janvier et 9,2 jours en juillet. Pour la période 1991-2020, la température moyenne annuelle observée sur la station météorologique la plus proche, située sur la commune de Duault à 9 km à vol d'oiseau, est de 11,6 °C et le cumul annuel moyen de précipitations est de 757,4 mm,. Pour l'avenir, les paramètres climatiques de la commune estimés pour 2050 selon différents scénarios d'émission de gaz à effet de serre sont consultables sur un site dédié publié par Météo-France en novembre 2022.

### Géologie
La carrière de la Roche exploite des amphibolites, une roche foliée et faite d’une hornblende vert sombre et d'un feldspath plagioclase blanchâtre néoformé, afin de produire des granulats.

## Urbanisme

### Typologie
Au 1er janvier 2024, Calanhel est catégorisée commune rurale à habitat très dispersé, selon la nouvelle grille communale de densité à 7 niveaux définie par l'Insee en 2022.
Elle est située hors unité urbaine et hors attraction des villes,.

### Occupation des sols
L'occupation des sols de la commune, telle qu'elle ressort de la base de données européenne d’occupation biophysique des sols Corine Land Cover (CLC), est marquée par l'importance des territoires agricoles (91 % en 2018), en augmentation par rapport à 1990 (89,9 %). La répartition détaillée en 2018 est la suivante :
terres arables (46,7 %), zones agricoles hétérogènes (40,6 %), forêts (5,4 %), prairies (3,6 %), mines, décharges et chantiers (3,3 %), milieux à végétation arbustive et/ou herbacée (0,3 %). L'évolution de l’occupation des sols de la commune et de ses infrastructures peut être observée sur les différentes représentations cartographiques du territoire : la carte de Cassini (XVIIIe siècle), la carte d'état-major (1820-1866) et les cartes ou photos aériennes de l'IGN pour la période actuelle (1950 à aujourd'hui).

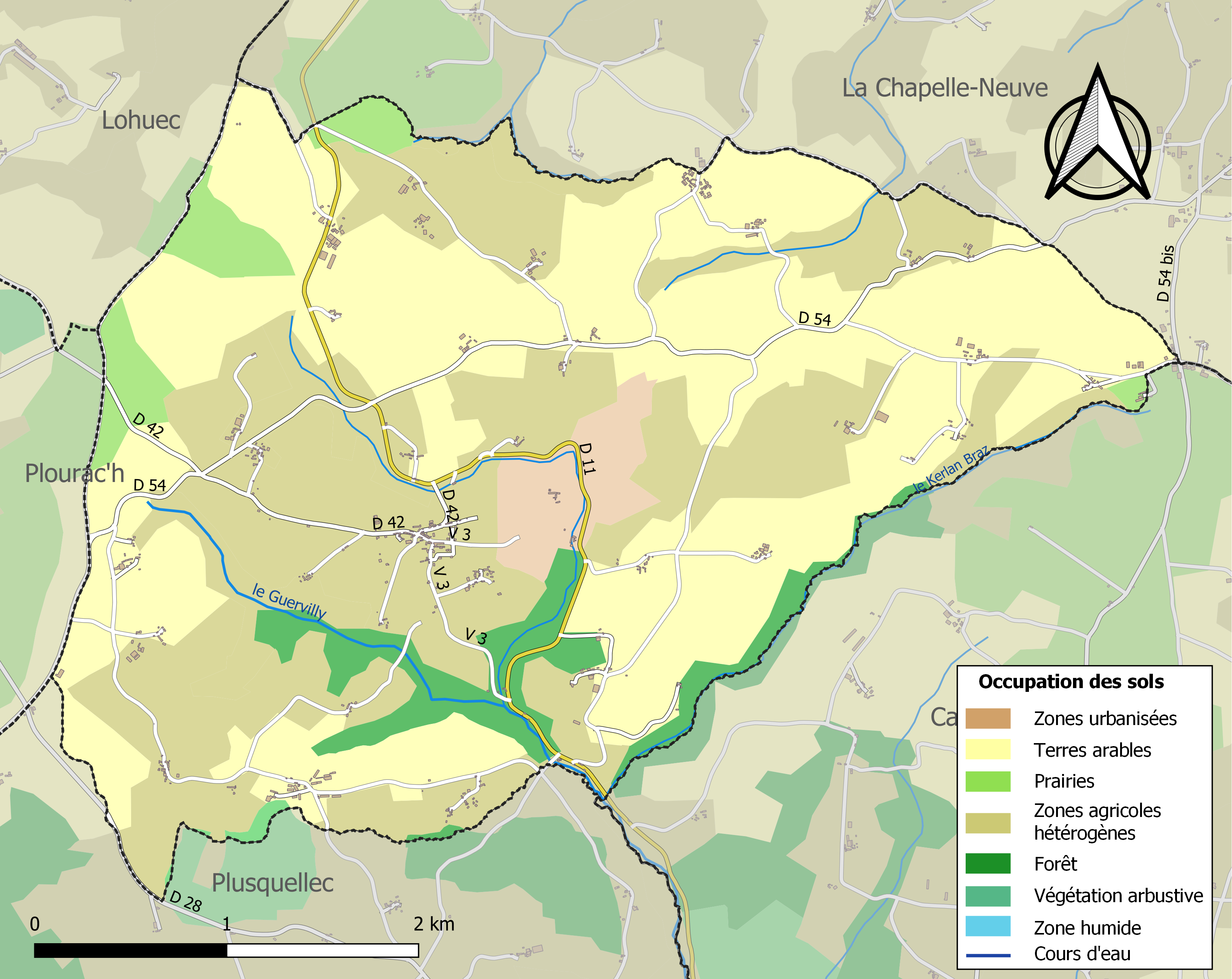
Carte des infrastructures et de l'occupation des sols de la commune en 2018 (CLC).

## Toponymie
Le nom breton de la commune est Kalanel. Localement, ce nom se prononce parfois Kalaner.
Calanhel est un hagionyme.

## Histoire

### Préhistoire et Antiquité
Malgré la proximité de la voie romaine allant de Vorgium (Carhaix) au Yaudet, aucun vestige romain n'a été découvert dans la commune ; cette voie romaine (dénommée de nos jours « Chemin du Pavé »), qui suit à cet endroit une ligne de crête, sert de limite communale entre Lohuec et Calanhel.

### Moyen-Âge
Calanhel est issu d'un démembrement de l'ancienne paroisse de l'Armorique primitive de Plusquellec, dont elle est restée une trève jusqu'à la Révolution française.
Une motte féodale se trouve à la Roche-Droniou ; son existence est attestée en 1088 et témoignée de l'existence d'un château qui appartenait alors à la famille Droniou.

### Temps modernes
Saint Calanhel, qui serait un saint breton dont aucune trace écrite ou iconographique n'existe, est attesté pour la première fois comme étant le saint patron de Calanhel en 1620 dans un document.

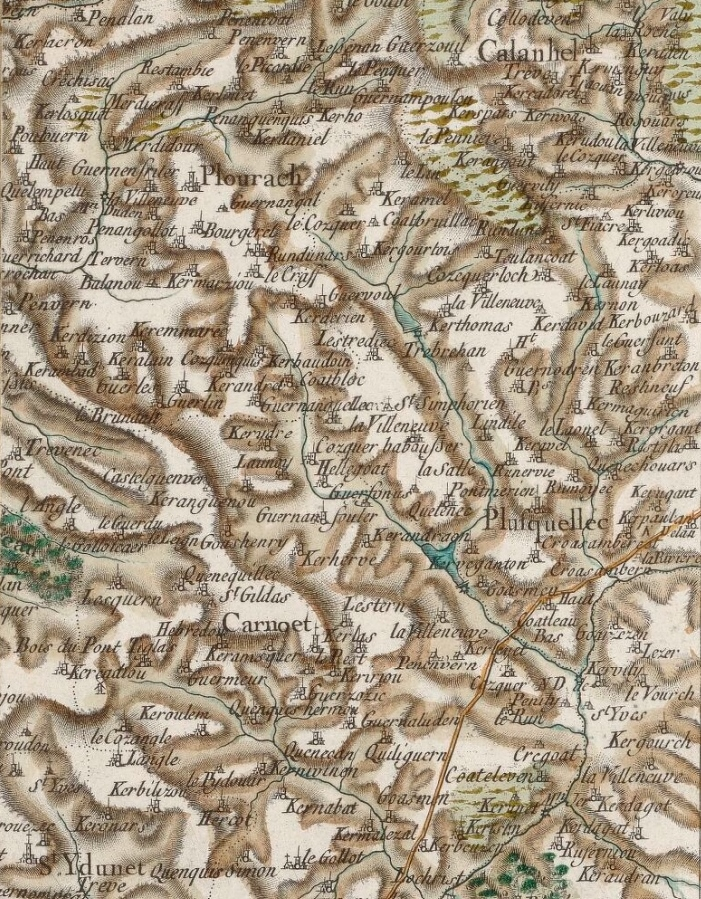
Carte de Cassini de Plusquellec et de sa trève de Calanhel.

Jean-Baptiste Ogée décrit ainsi Calanhel en 1778 :

« Calanhel ; trève de Plusquellec ; à 14 lieues au Nord Gest de Quimper, son évêché ; à 28 lieues ½ de Rennes ; et à 1 lieue ¼ de Callac, sa subdélégation : elle relève du Roi et ressortit à Carhaix. On y compte 800 communiants. Son territoire renferme plusieurs maisons nobles, qui sont : la Roche-Droniou, avec haute, moyenne et basse justice, à M. du Yage ; Kergadou, Resperis et Kermelin, hautes, moyennes et basses justices, à M. du Parc-Keryvon,. »

### LeXIXesiècle
A. Marteville et P. Varin, continuateurs d'Ogée, décrivent ainsi Calanhel en 1843 :

« Calanhel : commune formée de l'ancienne trève de Plusquellec ; aujourd'hui succursale. (...) Superficie totale 1 431 hectares 49 ares 64 centiares, dont (...) terres labourables 916 ha, prés et pâturages 162 ha, bois 13 ha, vergers et jardins 12 ha, landes et incultes 275 ha (...). Moulins 3. Il y a foire le premier jeudi de chaque mois, ou le lendemain si ce jour est férié. Géologie : roches amphiboliques. On parle le breton. »

Joachim Gaultier du Mottay écrit en 1862 qu'à Calanhel « des foires [ont été] nouvellement établies les 2es jeudi de juillet et septembre, à la suite d'importantes transactions qui s'y faisaient sur les bestiaux gras, entre les habitants du pays et les marchands étrangers qui s'y donnaient rendez-vous près d'une chapelle ». Il indiquée aussi que Cahanhel dispose d'une école de garçons ayant 40 élèves et qu'outre l'église, qui a pour saint patron saint Vincent Ferrier, Calanhel possède trois chapelles (Saint-Maur, Saint-Yves et Saint-Grégoire) et que « les deux premières attirent un grand nombre de paralytiques et la dernière de fiévreux ».
L'église paroissiale Saint-Vincent-Ferrier, dédiée à saint Vincent Ferrier, est bénie le 8 septembre 1891, remplaçant l'ancienne église Saint-Calanhel, longtemps dédiée à ce saint inconnu.

### LeXXesiècle

#### La Belle Époque

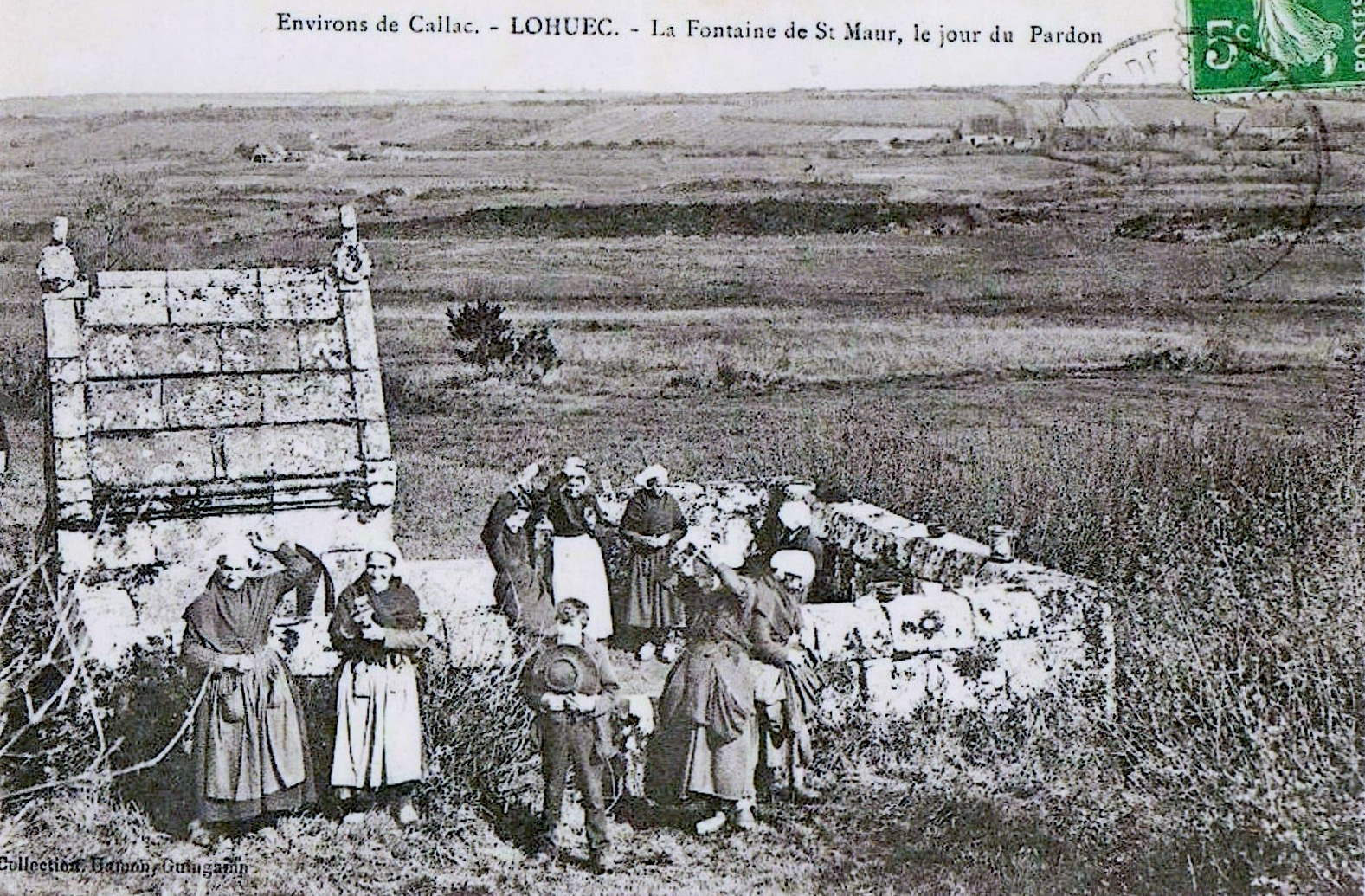
La fontaine Saint-Maur (en Calanhel et non Lohuec) un jour de pardon au début du XXe siècle.
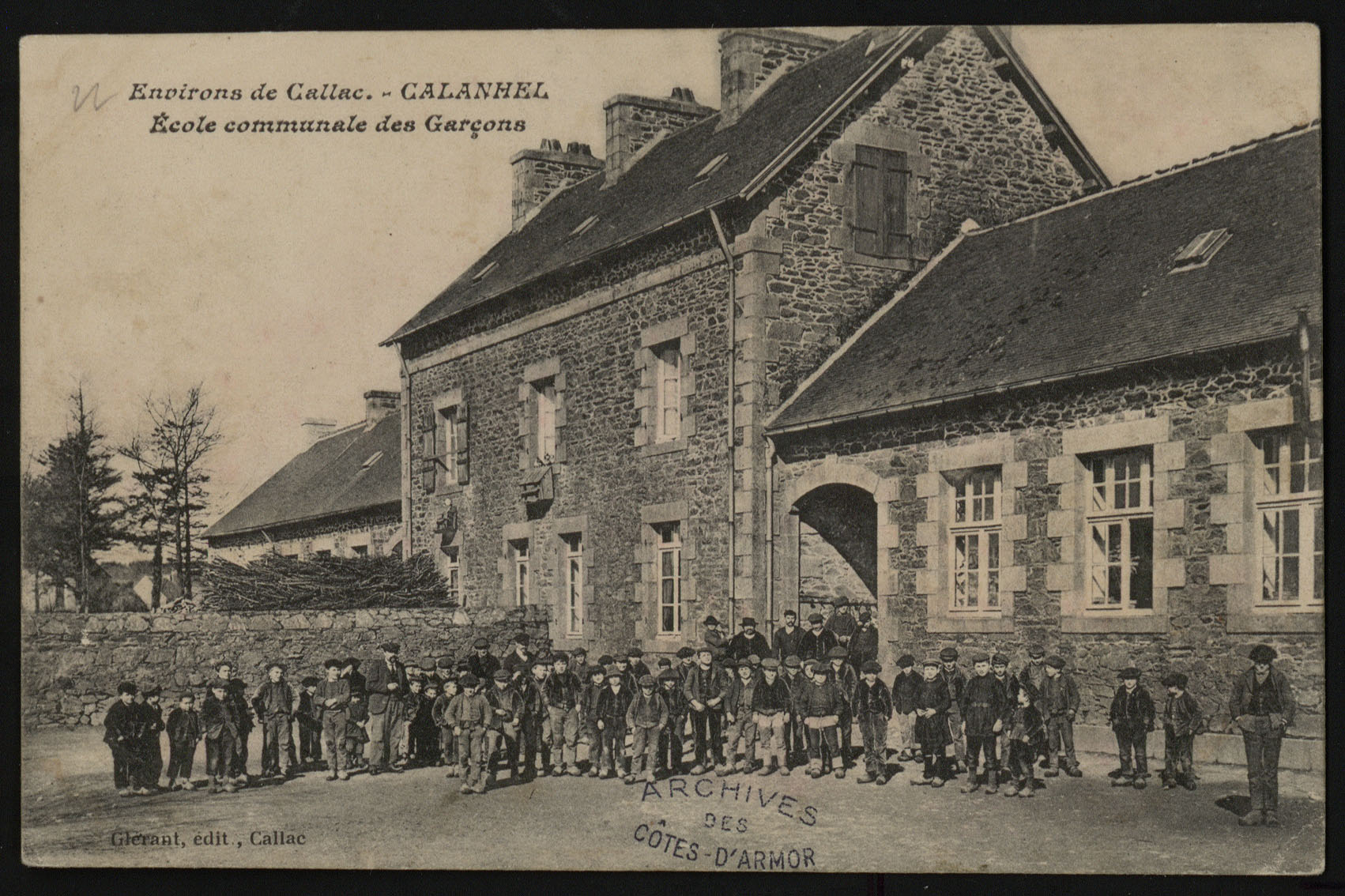
L'école communale des garçons vers 1912.
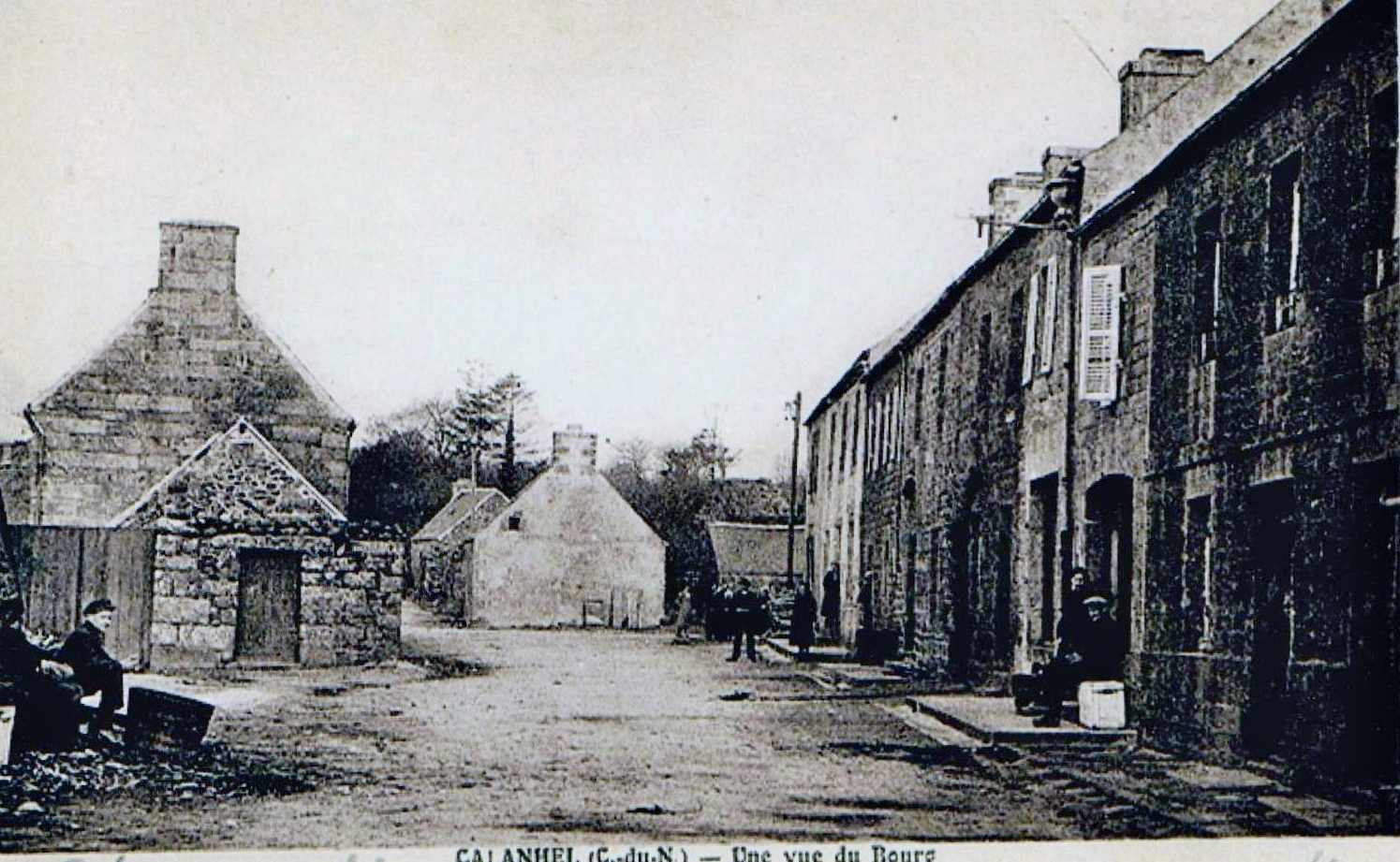
Le bourg de Calanhel au début du XXe siècle (carte postale).
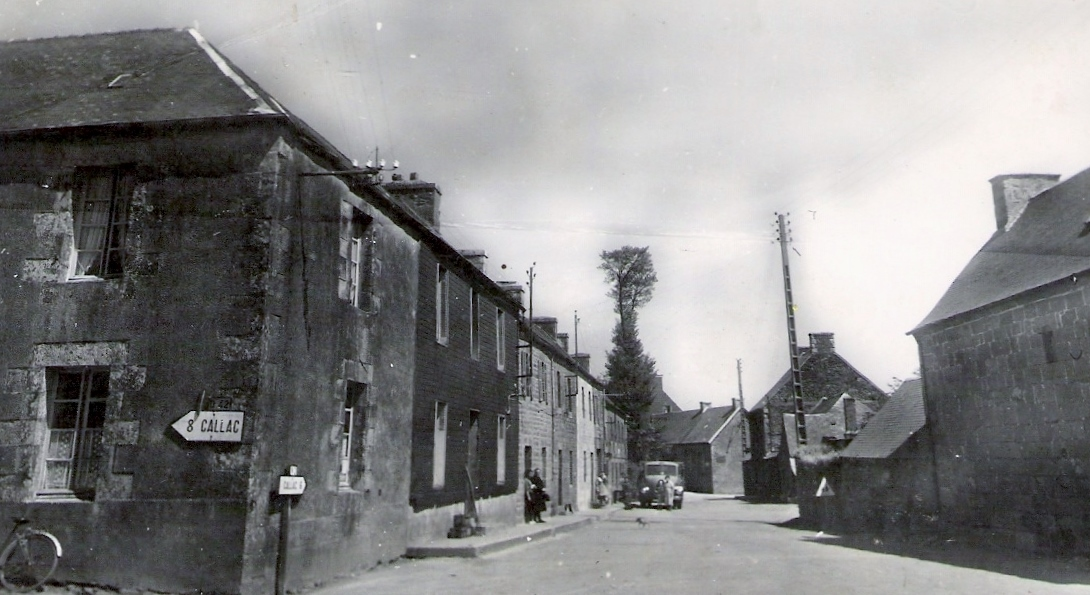
Le bourg de Calanhel au début du XXe siècle (carte postale).

#### La Première Guerre mondiale

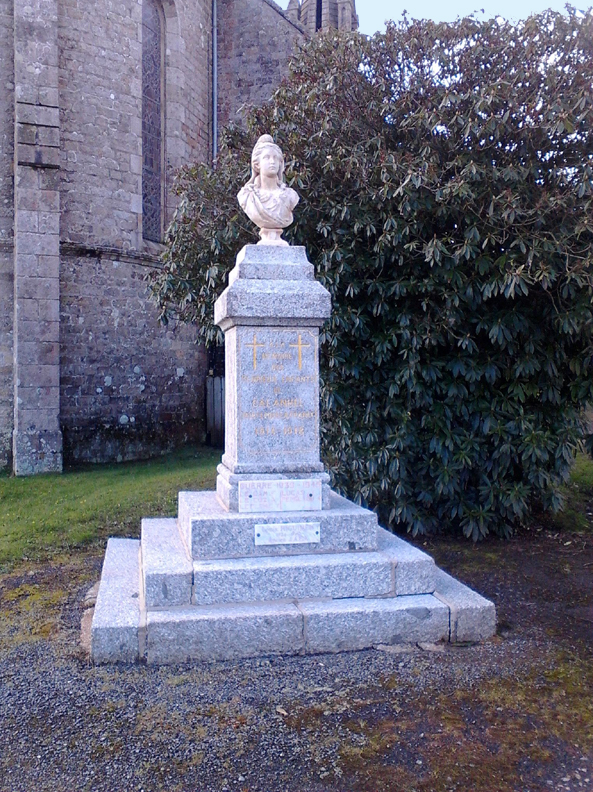
Le monument aux morts de Calanhel.

Le monument aux morts de Calanhel porte les noms de 50 soldats morts pour la Patrie pendant la Première Guerre mondiale ; parmi eux 5 sont morts en Belgique (Joseph Fournier, François Follézou, Théophile Salaun et Yves Simon dès 1914 et Jean Prigent en 1916) ; tous les autres sont décédés sur le sol français, dont Guillaume Le Bon et Henri Le Gall, tous deux décorés de la Médaille militaire et de la Croix de guerre.

#### L'Entre-deux-guerres

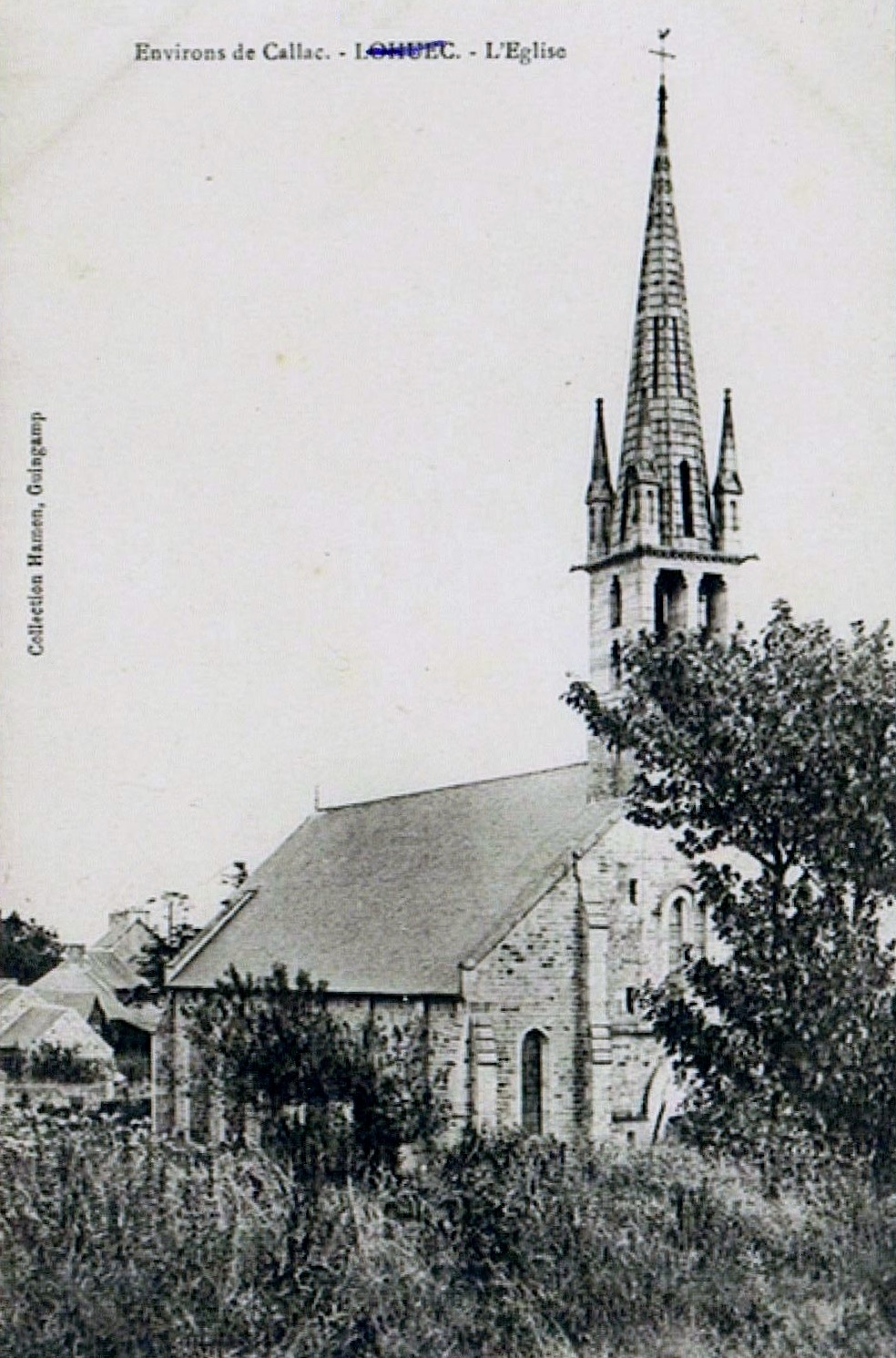
L'église paroissiale de Calanhel vers 1920.
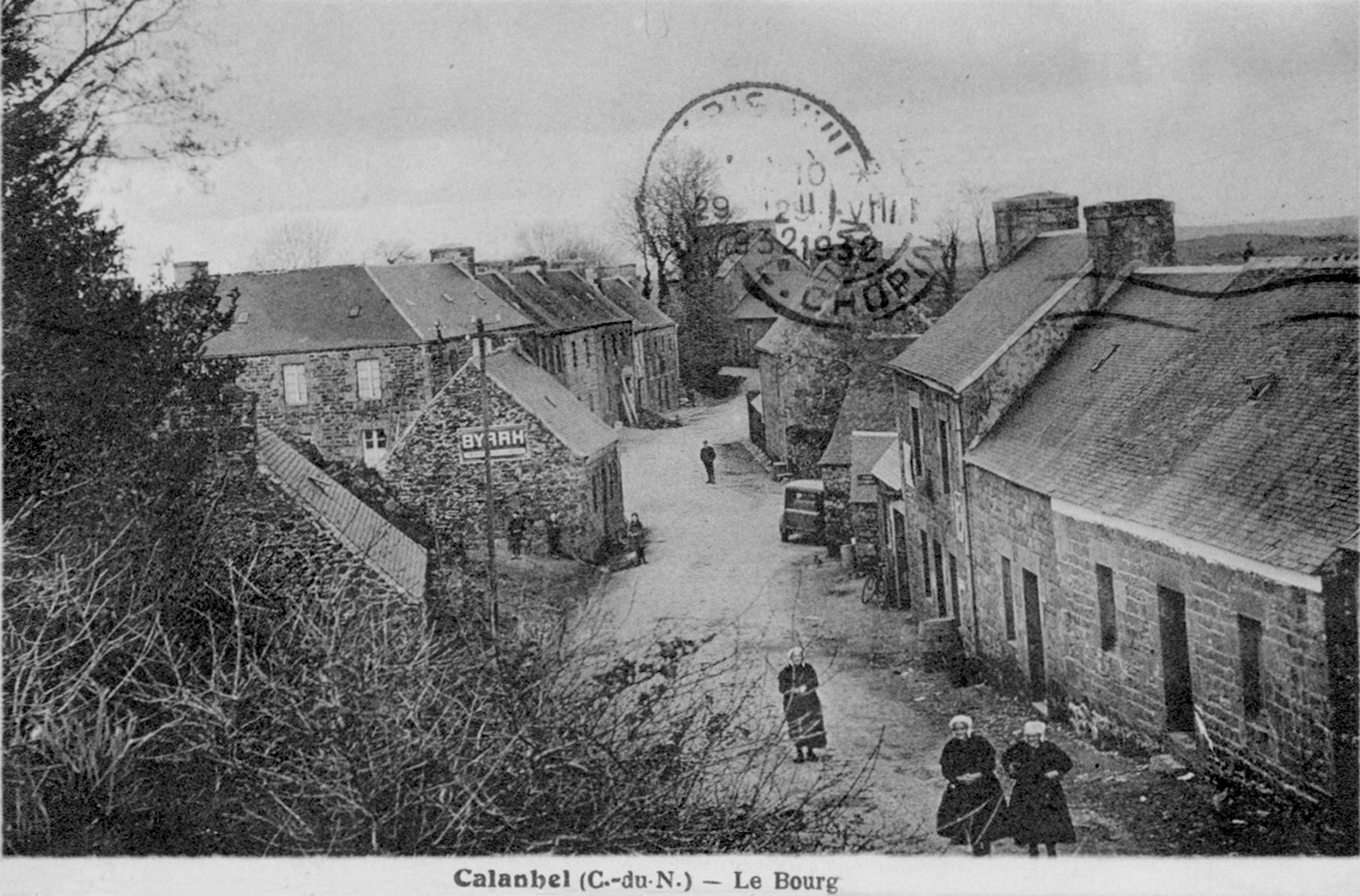
Le bourg de Calanhel vers 1930.

#### La Seconde Guerre mondiale
Le monument aux morts de Calanhel porte les noms de 5 personnes mortes pour la France durant la Seconde Guerre mondiale ; parmi elles François Le Cam et Auguste Le Coz sont des soldats tués à l'ennemi au printemps 1940 lors de la Bataille de France ; Théophile Le Flohic, quartier-maître chauffeur, a péri lors du naufrage du paquebot Meknès  le 24 juillet 1940 au large de Dieppe ; André Penglaou, résistant FFI, a été tué à l'ennemi le 12 juillet 1944 à Toull-an-Héol en Plourac'h.

### LeXXIesiècle

#### Le parc éolien de la Lande du Vieux Pavé
Situé sur la ligne de crête séparant Calanhel et Lohuec, ce parc éolien est constitué de 11 éoliennes, chacune ayant une puissance de 850 kW, l'opérateur étant l'entreprise espagnole « EDP Renovaveis ». Six éoliennes sont côté Calanhel et cinq côté Lohuec.

#### Le problème de l'école
Face à la diminution des effectifs scolaires un regroupement pédagogique intercommunal (RPI) a été mis en place vers 1980, associant les communes de Lohuec et Calanhel : une classe de maternelle et cours préparatoire est à Lohuec et une classe allant du CE1 au CM2 se trouve à Calanhel, avec en tout à la rentrée 2023 18 élèves répartis entre ces deux classes. Face à la menace de suppression d'une de ces deux classes, les maires des deux communes ont attiré des familles ayant des enfants d'âge scolaire en leur louant des logements vacants en conditionnant ces locations à une scolarisation dans leurs communes : 32 élèves sont ainsi prévus à la rentrée 2024 et les deux classes sont pour l'instant conservées.

## Démographie
| 1793 | 1800 | 1806 | 1821 | 1831 | 1836 | 1841 | 1846 | 1851 |
| ---- | ---- | ---- | ---- | ---- | ---- | ---- | ---- | ---- |
| 617  | 553  | 730  | 767  | 722  | 840  | 808  | 926  | 935  |

| 1856 | 1861 | 1866 | 1872 | 1876 | 1881  | 1886  | 1891  | 1896  |
| ---- | ---- | ---- | ---- | ---- | ----- | ----- | ----- | ----- |
| 891  | 896  | 969  | 975  | 973  | 1 035 | 1 127 | 1 055 | 1 039 |

| 1901  | 1906  | 1911  | 1921  | 1926 | 1931 | 1936 | 1946 | 1954 |
| ----- | ----- | ----- | ----- | ---- | ---- | ---- | ---- | ---- |
| 1 026 | 1 017 | 1 001 | 1 005 | 982  | 834  | 794  | 759  | 668  |

| 1962 | 1968 | 1975 | 1982 | 1990 | 1999 | 2006 | 2008 | 2013 |
| ---- | ---- | ---- | ---- | ---- | ---- | ---- | ---- | ---- |
| 585  | 522  | 422  | 362  | 318  | 264  | 255  | 252  | 210  |

| 2018 | 2022 | - | - | - | - | - | - | - |
| ---- | ---- | - | - | - | - | - | - | - |
| 224  | 236  | - | - | - | - | - | - | - |

Au dernier recensement de 1999, Calanhel comptait 264 habitants pour une superficie de 14 km2, soit une densité de 18 hab./km2. La population est en baisse de 17 % depuis le recensement de 1990. La commune compte beaucoup de personnes âgées car même si les plus de 60 ans ne sont que 94, ils représentent 35,6 % de la population (21,3 % au niveau national). À l'opposé, les 50 jeunes de moins de 20 ans représentent 18,9 % (24,6 % au niveau national). Depuis une dizaine d'années, on assiste comme dans l'ensemble du Centre Bretagne à l'arrivée d'une nouvelle population : les Britanniques.

## Lieux et monuments
- Fontaine Saint-Maur datée de 1717, classée monument historique depuis le 20 avril 1927[29].

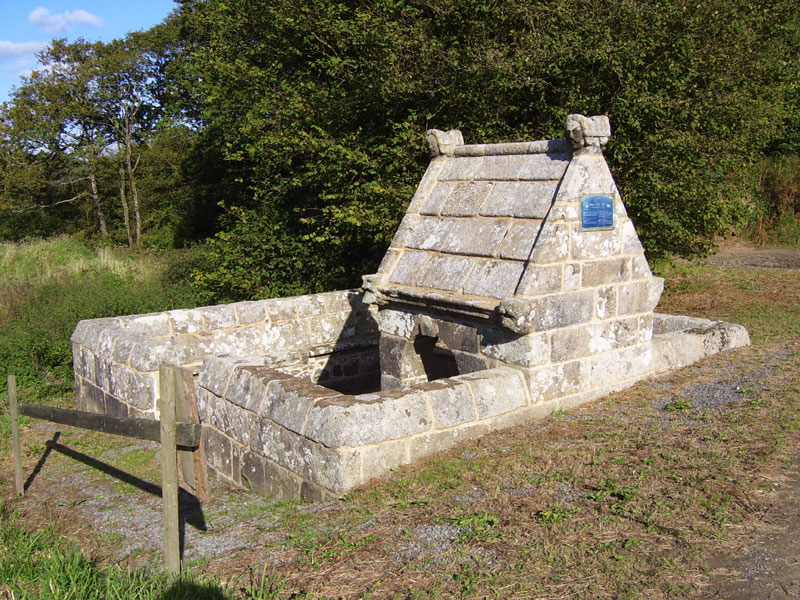
Fontaine Saint-Maur : vue d'ensemble.
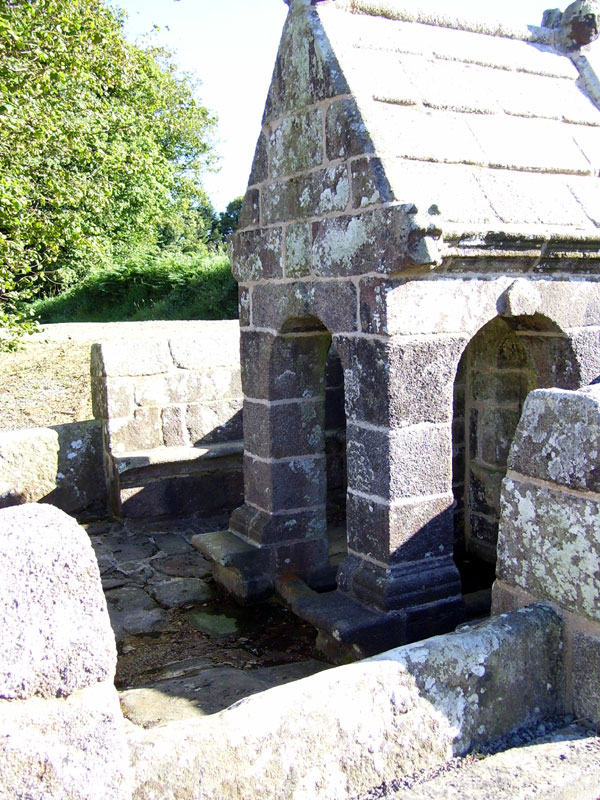
Fontaine Saint-Maur : vue partielle.
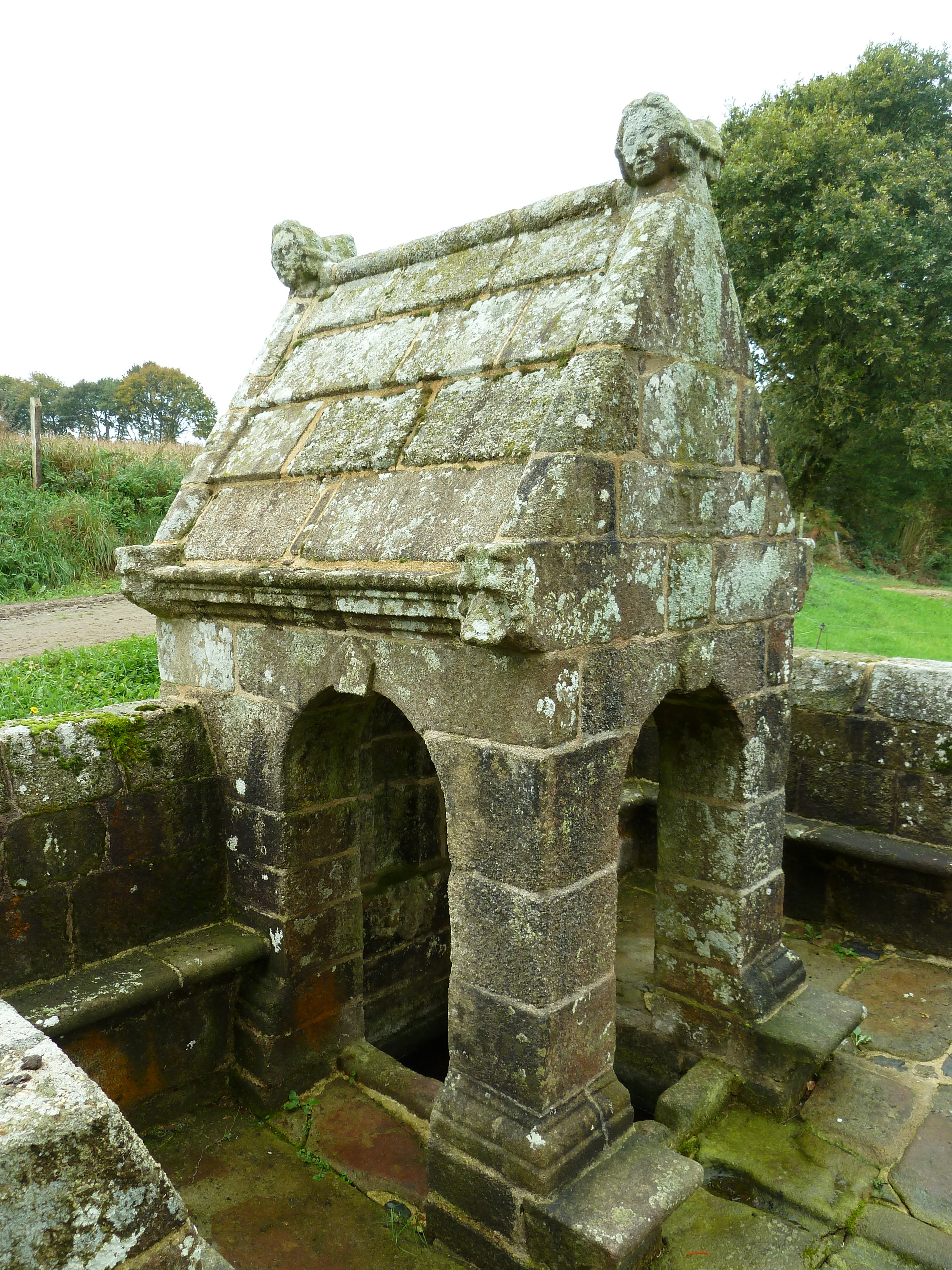
Fontaine Saint-Maur : vue partielle.
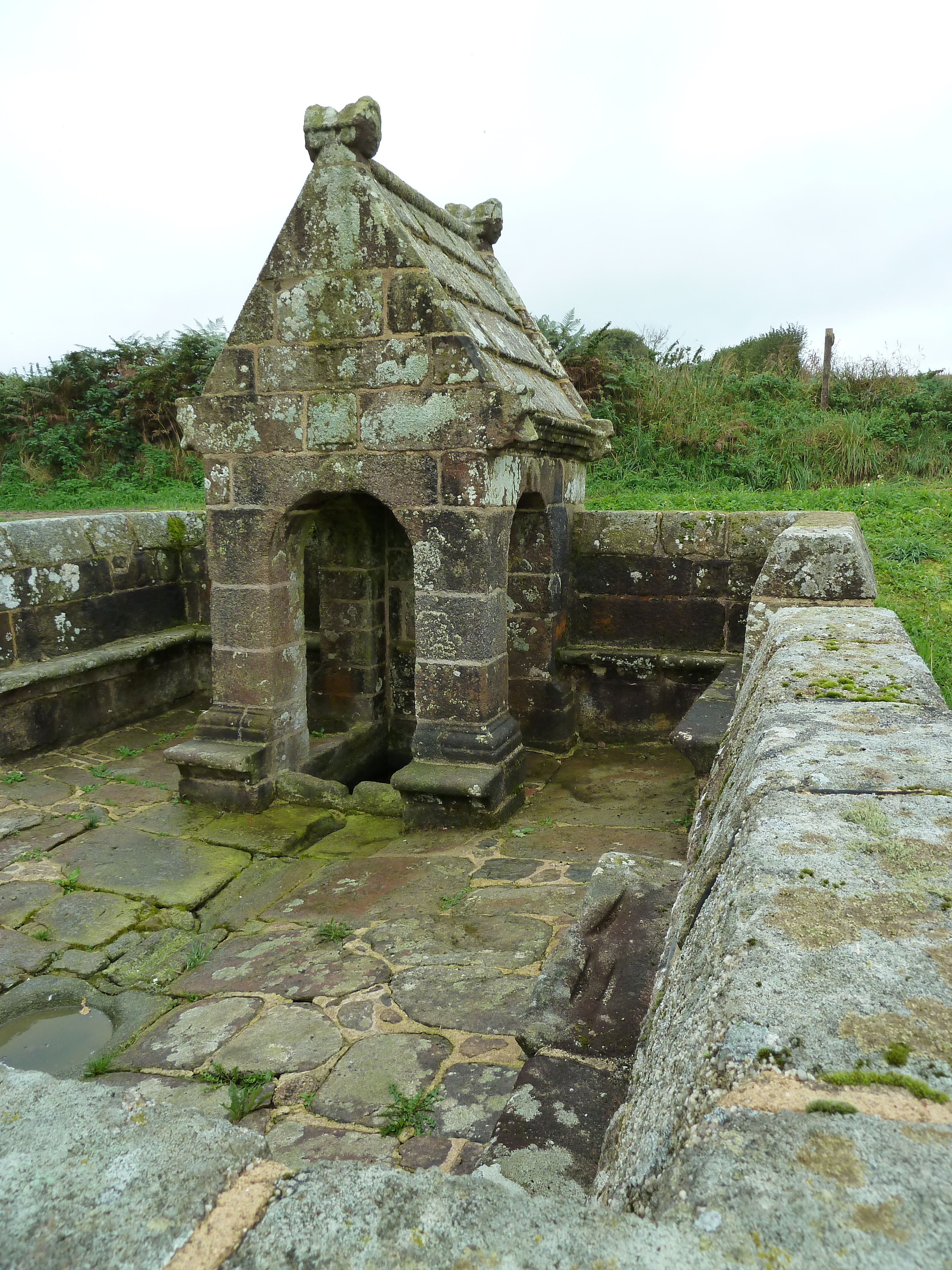
Fontaine Saint-Maur : vue partielle.

- Chapelle Saint-Maur datée de 1778, inscrite à l'inventaire général[30].

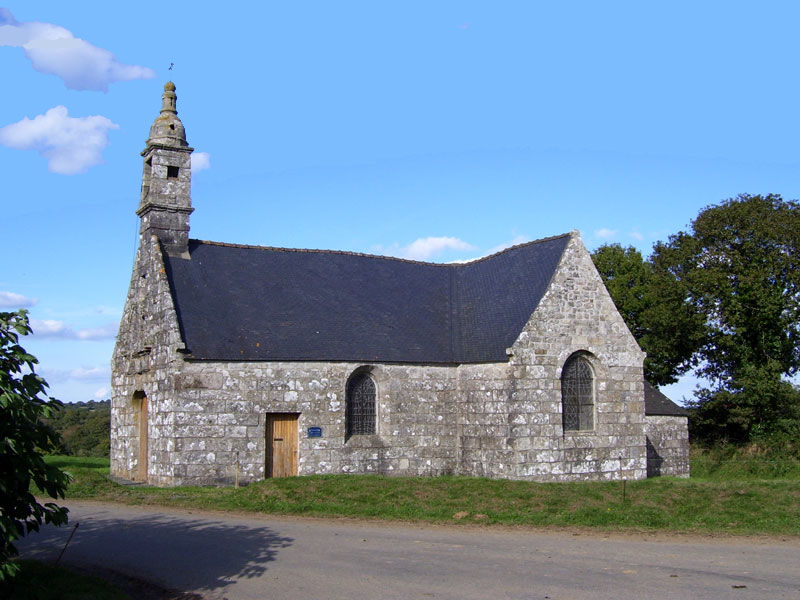
Chapelle Saint-Maur : vue extérieure d'ensemble.
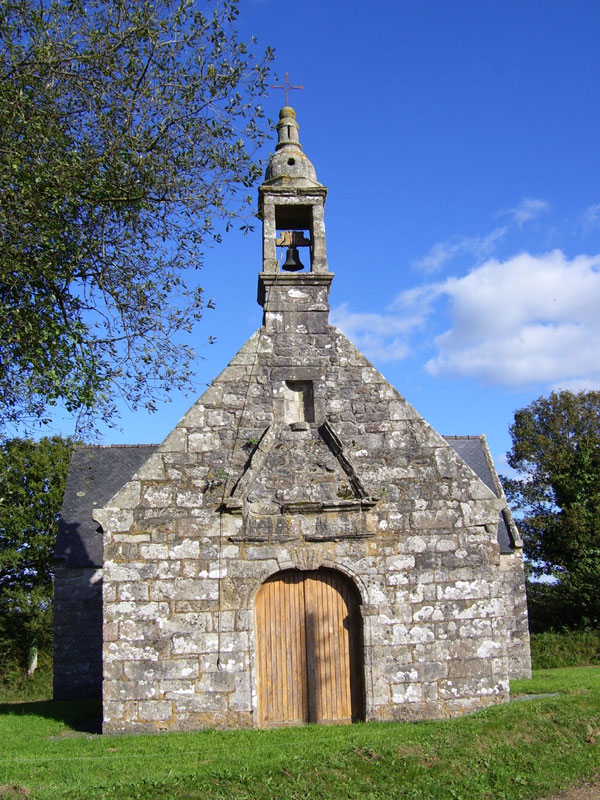
Chapelle Saint-Maur : façade et clocher.

- L'église Saint-Vincent-Ferrier (XVe siècle).
- Le baptistère (XVIe – XVIIe siècles).

## Héraldique
| Blason | Blasonnement : D'or à la montagne de trois coupeaux de gueules, sommée d'une tour de sable, chapé de sable, à deux mouchetures d'hermine de gueules brochant sur les traits du chapé. |